# Cervantespreis

Cervantespreis

Der Cervantes-Preis, spanisch Premio Miguel de Cervantes oder Premio Cervantes, ist der wichtigste Literaturpreis in der spanisch sprechenden Welt und dort ähnlich angesehen wie international der Literaturnobelpreis. Der Preis ist nach Miguel de Cervantes benannt, dem Autor des Don Quijote. Der Preisträger wird jeweils gegen Ende des Jahres bekanntgegeben; der Preis wird dann im Folgejahr an Cervantes’ Todestag, dem 23. April, in seinem Geburtsort Alcalá de Henares verliehen.
Die Auszeichnung bezieht sich nicht auf ein einzelnes Werk, sondern auf das Lebenswerk des geehrten Autors.
Die Kandidaten werden von den nationalen Sprachakademien der spanischsprachigen Länder (Academias de la Lengua de los países de habla hispana) nominiert; vergeben wird der Preis vom spanischen Ministerium für Kultur. Der Preis wurde erstmals 1976 ausgeschrieben, in der Zeit der Transition (des Wechsels von Diktatur zu Demokratie in Spanien). Traditionell werden abwechselnd ein Spanier und ein Hispano-Amerikaner zum Preisträger ernannt; seit 1996 wurde von dieser ungeschriebenen Regel nur bei der Preisträgerin 2018 abgewichen. Insgesamt haben nur sechs Frauen den Cervantes-Preis erhalten (Stand 2021).
Der Cervantes-Preis war ursprünglich mit 90.000 Euro dotiert; 2008 wurde das Preisgeld auf 125.000 Euro erhöht.

## Preisträger
| Jahr | Preisträger                  | Land        |
| ---- | ---------------------------- | ----------- |
| 1976 | Jorge Guillén                | Spanien     |
| 1977 | Alejo Carpentier             | Kuba        |
| 1978 | Dámaso Alonso                | Spanien     |
| 1979 | Jorge Luis Borges            | Argentinien |
| 1979 | Gerardo Diego                | Spanien     |
| 1980 | Juan Carlos Onetti           | Uruguay     |
| 1981 | Octavio Paz                  | Mexiko      |
| 1982 | Luis Rosales                 | Spanien     |
| 1983 | Rafael Alberti               | Spanien     |
| 1984 | Ernesto Sabato               | Argentinien |
| 1985 | Gonzalo Torrente Ballester   | Spanien     |
| 1986 | Antonio Buero Vallejo        | Spanien     |
| 1987 | Carlos Fuentes               | Mexiko      |
| 1988 | María Zambrano               | Spanien     |
| 1989 | Augusto Roa Bastos           | Paraguay    |
| 1990 | Adolfo Bioy Casares          | Argentinien |
| 1991 | Francisco Ayala              | Spanien     |
| 1992 | Dulce María Loynaz           | Kuba        |
| 1993 | Miguel Delibes               | Spanien     |
| 1994 | Mario Vargas Llosa           | Peru        |
| 1995 | Camilo José Cela             | Spanien     |
| 1996 | José García Nieto            | Spanien     |
| 1997 | Guillermo Cabrera Infante    | Kuba        |
| 1998 | José Hierro                  | Spanien     |
| 1999 | Jorge Edwards                | Chile       |
| 2000 | Francisco Umbral             | Spanien     |
| 2001 | Álvaro Mutis                 | Kolumbien   |
| 2002 | José Jiménez Lozano          | Spanien     |
| 2003 | Gonzalo Rojas                | Chile       |
| 2004 | Rafael Sánchez Ferlosio      | Spanien     |
| 2005 | Sergio Pitol                 | Mexiko      |
| 2006 | Antonio Gamoneda             | Spanien     |
| 2007 | Juan Gelman                  | Argentinien |
| 2008 | Juan Marsé                   | Spanien     |
| 2009 | José Emilio Pacheco          | Mexiko      |
| 2010 | Ana María Matute             | Spanien     |
| 2011 | Nicanor Parra                | Chile       |
| 2012 | José Manuel Caballero Bonald | Spanien     |
| 2013 | Elena Poniatowska            | Mexiko      |
| 2014 | Juan Goytisolo               | Spanien     |
| 2015 | Fernando del Paso            | Mexiko      |
| 2016 | Eduardo Mendoza              | Spanien     |
| 2017 | Sergio Ramírez               | Nicaragua   |
| 2018 | Ida Vitale                   | Uruguay     |
| 2019 | Joan Margarit                | Spanien     |
| 2020 | Francisco Brines             | Spanien     |
| 2021 | Cristina Peri Rossi          | Uruguay     |
| 2022 | Rafael Cadenas               | Venezuela   |
| 2023 | Luis Mateo Díez              | Spanien     |
| 2024 | Álvaro Pombo                 | Spanien     |